# Swartzia oblonga
Swartzia oblonga är en ärtväxtart som beskrevs av George Bentham. Swartzia oblonga ingår i släktet Swartzia och familjen ärtväxter. Inga underarter finns listade i Catalogue of Life.